# レスクヴァ

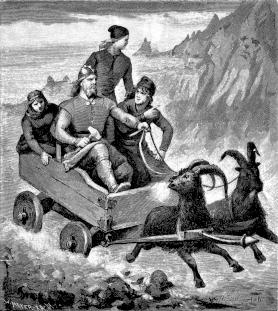
『古エッダ』の、19世紀にスウェーデンで出版された版より。山羊に牽かれる箱車にトールと共に乗っているのはレスクヴァ、シャールヴィ、ロキであろう。

レスクヴァ（ロスクヴァとも。古ノルド語: Röskva）は、北欧神話の、『スノッリのエッダ』第一部『ギュルヴィたぶらかし』に登場する人間の女性である。
彼女は雷神トールの召使い、シャールヴィの妹である。
『スノッリのエッダ』は、トールがレスクヴァの家族の元を訪れたとき、彼女の兄シャールヴィが、トールが屠殺した山羊タングリスニとタングニョーストの骨の1つを傷めたことを語っている。
この山羊はトールの祝福によって生き返る力を持っていた。
しかし、山羊を生き返らせた時、山羊は普通に歩くことができなかった。
この償いのために、レスクヴァと兄は、召使いとしてトールに仕えなければならなくなった。
（詳細はシャールヴィを参照）
その後レスクヴァは、兄とともに、トールとロキに従って、ウートガルズの王で霜の巨人のウートガルザ・ロキの館へ旅することになった。
兄と異なり、彼女の物語はほとんど語られない。